# ホストバスアダプタ

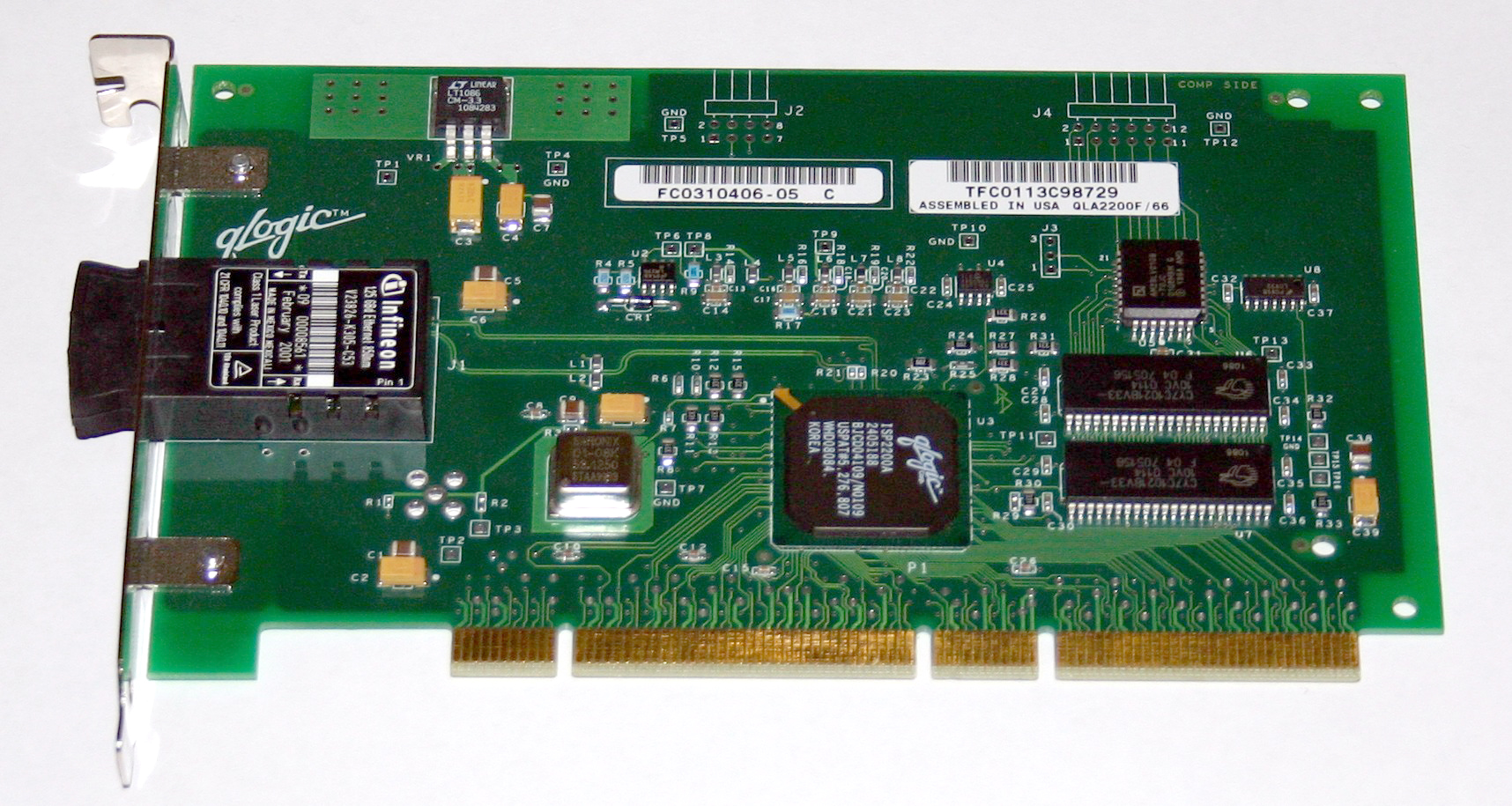
ファイバーチャネルのホストバスアダプタ（64ビットPCIカード）

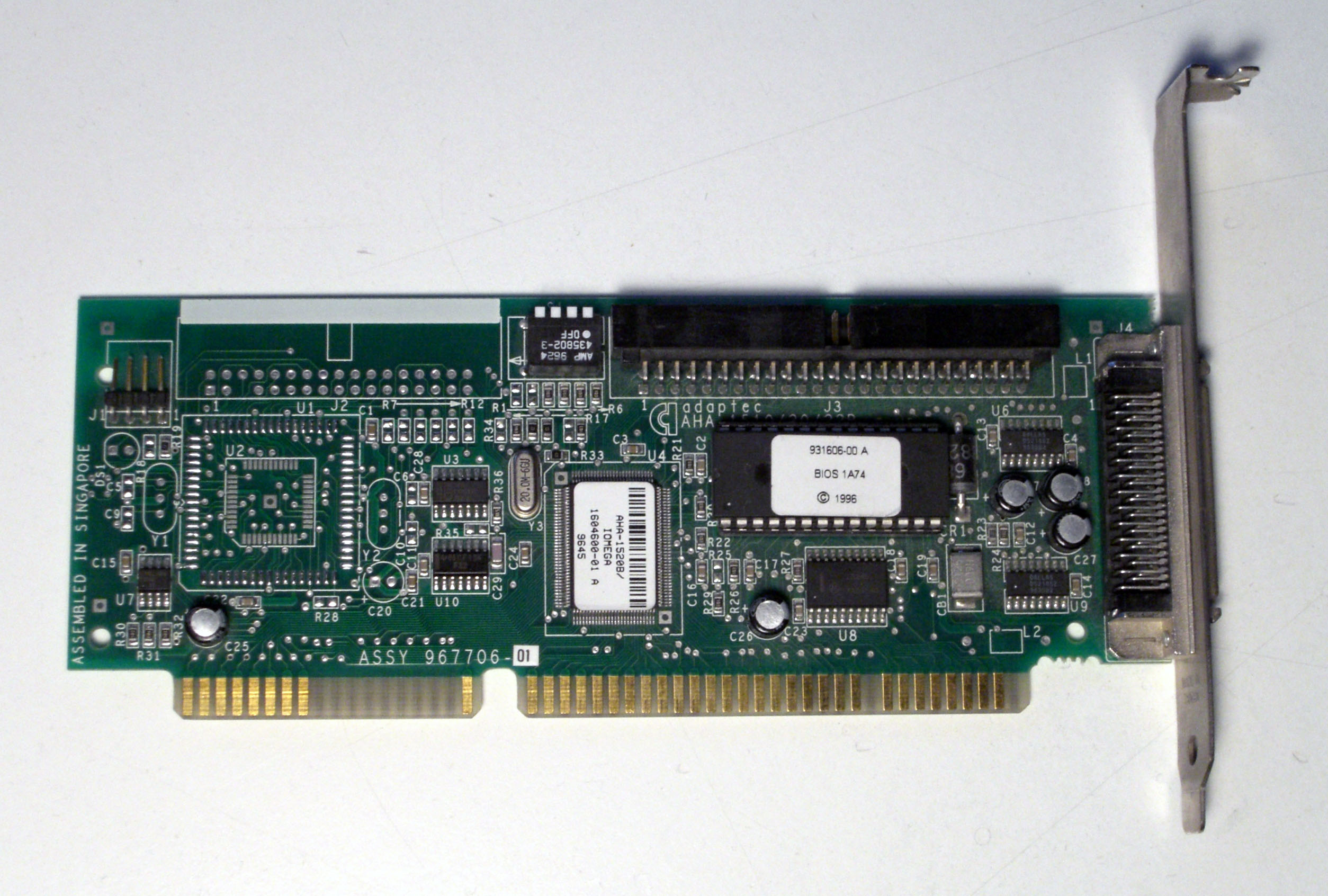
SCSIホストバスアダプタ（16ビットISAカード）

ホストバスアダプタ（英: host bus adapter、HBA）とは、コンピュータと他のネットワーク機器やストレージ機器を接続するハードウェアである。ホストアダプタ、ホストコントローラなどとも呼ぶ。通常ネットワークに接続するための外部ポート、PCとの接続部、電子回路を搭載したカード状のデバイスである。 SCSI、ファイバーチャネル、シリアルATAのみならずIDE、イーサネット、FireWire、USB などを接続するデバイスもHBAと呼ぶ。 iSCSI 対応のイーサネットHBAは通常のイーサネットNICとは異なり、iSCSI固有のTCPオフロードエンジンを搭載している。

## SCSI
SCSIトランザクションに必要な電子回路とファームウェアを備えBIOSも備えている。BIOSは単にSCSIデバイスからのブートを可能にするだけでなく、HBA自体の設定も可能にする。典型的なパラレルSCSIでは各デバイスにユニークなIDが振られている。SCSI HBAのIDは7と決まっており、それによってHBAがSCSIバス上で最優先される（優先順位は SCSI ID が大きい方が高い。ただし、16ビットのワイドバスの場合、ID 8 が最も優先順位が低い。これは、8ビットのナローバスとの互換性を保つためである）。HBAはSCSIイニシエータとして働き、他のSCSIデバイスにコマンドを発行する。主な供給業者は、ATTOテクノロジー、アダプテック、HP、LSIがある。アダプテック、ATTOテクノロジー、LSIはPCIe接続のアダプタを供給している。

## ファイバーチャネル
近年、HBAはファイバーチャネルのインタフェースカードを指すことが多い。主要なオープンシステム、コンピュータアーキテクチャ、バス（PCI、SBusなど）でサポートされている。各HBAにはユニークな World Wide Name (WWN) が付与されている。WWN はイーサネットのMACアドレスと似ていて、IEEEの割り当てたOrganizationally unique identifier(OUI)を使っている。ただしWWNの方が長い（8バイト）。HBAには2種類のWWNがある。ノードWWNはアダプタ上の全ポートで共有され、ポートWWNは個々のポートに割り当てられる。主な供給業者は、ATTOテクノロジー、ブロケード、Emulex、LSI、StorageTek(STK)、QLogicなどである。

## InfiniBand
一般に「ホストチャネルアダプタ」(HCA) と呼ばれる。

## ATA
最近ではマザーボードに組み込まれている。これを「ディスクコントローラ」などと呼ぶことがあるが、あまり正確な呼称ではない（ディスク以外も接続可能であるため）。

## SAS/SATA
SASとSATAの両方を1つのコネクタに接続できるHBAが開発されている。主なHBA 製造業者は、アダプテック、ATTOテクノロジー、HP、LSI、QLogic、HighPoint Technologiesなどがある。

## eSATA
External Serial ATA (eSATA) 対応のディスクエンクロージャやドライブが普及しつつあるがSATAとはコネクタの互換性がないため、eSATAデバイスを内部SATAバスに接続するための変換アダプタが存在する。

## メインフレームのI/Oチャネル
メインフレームではホストアダプタあるいはホストバスアダプタという用語はあまり使わない。1960年代に完成した類似の技法として「I/Oチャネル」あるいは単に「チャネル」がある。CPUとは独立したプロセッサを持ち主記憶装置にもアクセスでき（パーソナルコンピュータでのDMAに似ている）専用のI/Oプログラムを実行する。周辺機器との通信にはESCON、FICONが通信プロトコルとして使われる。主な供給業者としては、ブロケード、シスコシステムズなどがある。